# Шюмег
Шю́мег (венг. Sümeg) — город в медье Веспрем в Венгрии. Численность населения на 1 января 2014 года — 6283 человека. Город известен своей крепостью, крупнейшей в стране и одной из самых древних.

## География и транспорт
Город расположен примерно в 150 километрах к юго-западу от Будапешта, в 20 километрах к северо-западу от Тапольцы, в 25 километрах к северу от Кестхея и побережья озера Балатон, в 40 километрах к северо-востоку от Залаэгерсега и в 50 километрах к западу от Веспрема. В городе есть железнодорожная станция. Время в пути на поезде до Будапешта — около 4 часов. Автомобильные дороги связывают Шюмег со всеми окрестными городами.

## История

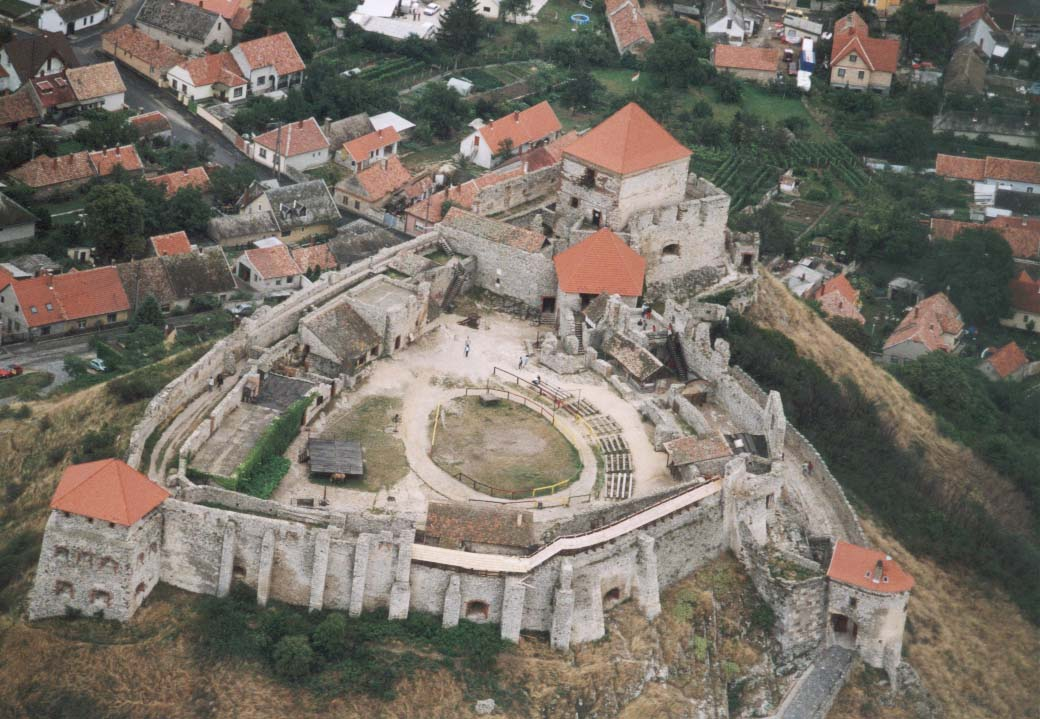
Крепость, вид с воздуха

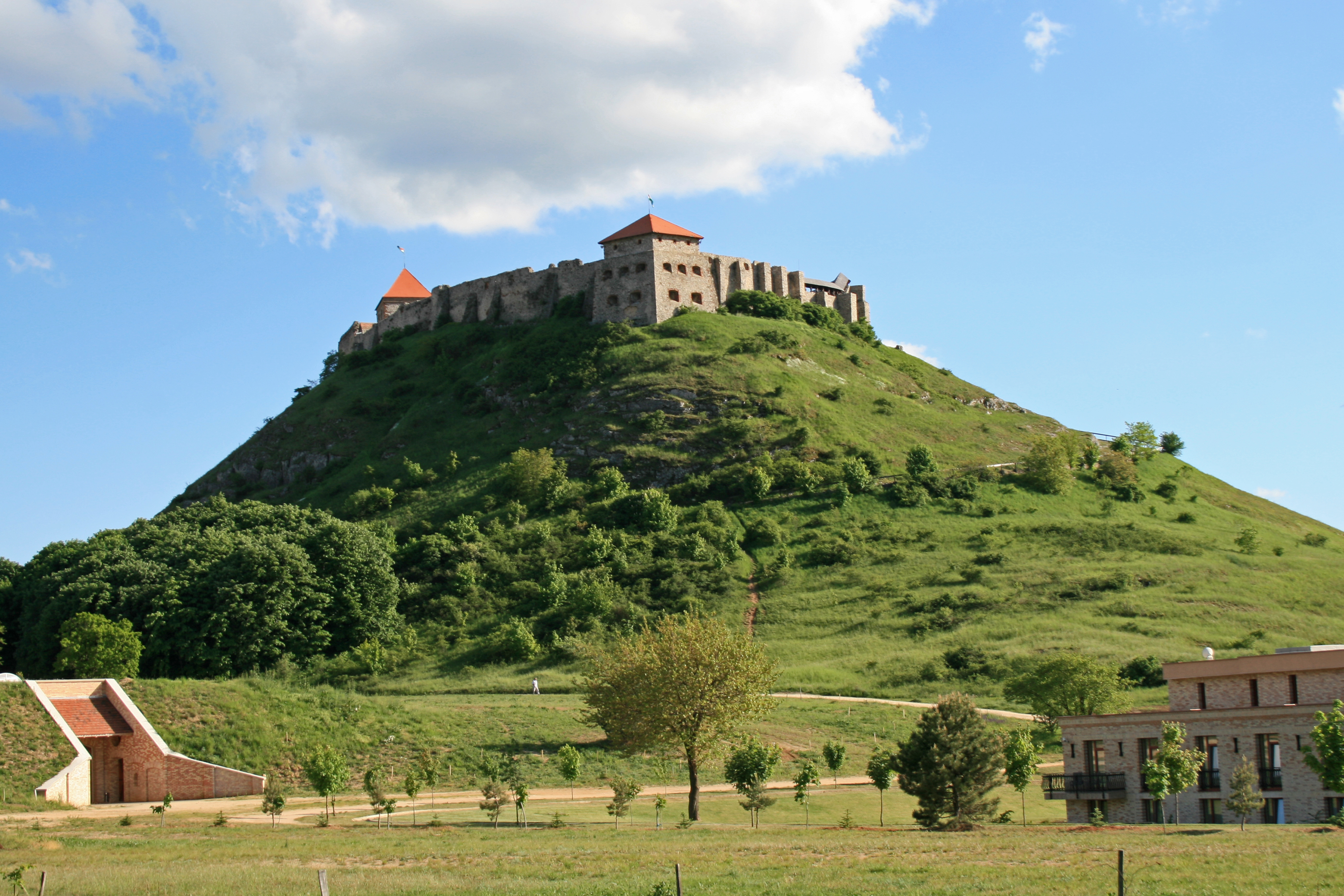
Шюмег

Почти вся история Шюмега связана со знаменитой крепостью, основанной в XI веке в эпоху короля Иштвана Святого на высоком холме (270 м). Выбор места был связан со стратегической важностью региона, где пересекались многие транспортные пути. На протяжении многих веков фортификационные сооружения крепости постоянно улучшались и перестраивались. В 1241 году король Бела IV скрылся в Шюмегской крепости от нашествия монголов, которые не смогли её взять. В период турецкого нашествия XVI—XVII веков крепость осаждалась бессчётное число раз на протяжении почти 150 лет, но так и не была покорена турками. После падения Веспрема в 1552 году резиденция веспремского епископа была перенесена в Шюмег. В это время в Венгрии была в ходу поговорка «Пока стоит Шюмег, рано молиться на Мекку».
После изгнания турок и включения Венгрии в державу Габсбургов в стране вспыхнуло национально-освободительное восстание под предводительством Ференца Ракоци. После поражения восстания австрийцы взорвали стены почти всех крепостей Венгрии, как потенциальных очагов восстаний, в том числе и Шюмегской. Несмотря на это, многие строения крепости хорошо сохранились до наших дней, в XX веке в крепости несколько раз проводились реставрационные работы (в последний раз в 90-х годах), восстановившие в том числе и стены.
В XVIII веке начался рост города под стенами крепости, был построен дворец епископа, каменная церковь Вознесения, большое количество примечательных зданий; однако в XIX веке бурный рост соседних Веспрема, Кестхея и Тапольцы постепенно привёл к превращению Шюмега в небольшой провинциальный городок.

## Достопримечательности
- Шюмегская крепость — крупнейшая и одна из самых известных средневековых крепостей Венгрии. Старая башня (XIII век) — наиболее древнее сооружение крепости. Ныне в ней действует Музей оружия. В крепости часто устраиваются театрализованные представления и выступления исторических реконструкторов.
- Церковь Вознесения — построена в 1757 году в стиле рококо. Известна гигантской фреской, создававшейся на протяжении полутора лет.
- Францисканский монастырь (1657, барокко).
- Епископский дворец (1755, барокко).

## Население
| Год  | Численность | Численность |
| ---- | ----------- | ----------- |
| 1870 | 4491        | [ 4 ]       |
| 1880 | 5029        | [ 4 ]       |
| 1890 | 5384        | [ 4 ]       |
| 1900 | 5431        | [ 5 ]       |
| 1910 | 5712        | [ 4 ]       |
| 1920 | 5341        | [ 4 ]       |
| 1930 | 5491        | [ 4 ]       |
| 1941 | 5585        | [ 4 ]       |
| 1949 | 5398        | [ 4 ]       |
| 1960 | 6085        | [ 4 ]       |
| 1970 | 6123        | [ 4 ]       |
| 1980 | 6920        | [ 4 ]       |
| 1990 | 6843        | [ 6 ]       |
| 1991 | 6795        | [ 6 ]       |
| 1992 | 6747        | [ 6 ]       |
| 1993 | 6753        | [ 6 ]       |
| 1994 | 6671        | [ 6 ]       |
| 1995 | 6776        | [ 6 ]       |
| 1996 | 6704        | [ 6 ]       |
| 1997 | 6684        | [ 6 ]       |
| 1998 | 6690        | [ 6 ]       |
| 1999 | 6684        | [ 6 ]       |
| 2000 | 6645        | [ 6 ]       |
| 2001 | 6876        | [ 6 ]       |
| 2002 | 6847        | [ 6 ]       |
| 2003 | 6784        | [ 6 ]       |
| 2004 | 6758        | [ 6 ]       |
| 2005 | 6683        | [ 6 ]       |
| 2006 | 6584        | [ 6 ]       |
| 2007 | 6473        | [ 6 ]       |
| 2008 | 6467        | [ 6 ]       |
| 2009 | 6423        | [ 6 ]       |
| 2010 | 6327        | [ 6 ]       |
| 2011 | 6405        | [ 6 ]       |
| 2012 | 6409        | [ 6 ]       |
| 2013 | 6357        | [ 7 ]       |
| 2014 | 6283        | [ 8 ]       |
| 2015 | 6189        | [ 6 ]       |
| 2016 | 6133        | [ 6 ]       |
| 2017 | 6096        | [ 6 ]       |
| 2018 | 6037        | [ 9 ]       |
| 2019 | 6024        | [ 6 ]       |
| 2020 | 6004        | [ 6 ]       |
| 2021 | 5958        | [ 10 ]      |
| 2022 | 5879        | [ 11 ]      |
| 2023 | 5827        | [ 12 ]      |
| 2024 | 5791        | [ 2 ]       |

## Города-побратимы
- Айхталь, Германия
- Вобарно, Италия
- Косьцян, Польша
- Совата, Румыния
- Тапольца, Венгрия